# Mālkhvāst
Mālkhvāst (persiska: مَلخَس, مال خاست, مالخواست) är en ort i Iran.   Den ligger i provinsen Mazandaran, i den norra delen av landet, 230 km öster om huvudstaden Teheran. Mālkhvāst ligger 1 959 meter över havet och antalet invånare är 332.
Terrängen runt Mālkhvāst är varierad, och sluttar västerut. Runt Mālkhvāst är det ganska glesbefolkat, med 27 invånare per kvadratkilometer. Närmaste större samhälle är Kord Mīr, 16,2 km sydväst om Mālkhvāst. Trakten runt Mālkhvāst består i huvudsak av gräsmarker.